# Bento José Fernandes Júnior
Bento José Fernandes Junior (?-?) Tenente-Coronel que formou a Junta governativa paraense de 1889, juntamente com Justo Leite Chermont e José Maria do Nascimento, por conta da Proclamação da República que tirou do poder Antônio José Ferreira Braga, então Presidente da Província do Pará, a Junta durou somente até 17 de dezembro de 1891 quando assumiu como governador Justo Leite Chermont.